# Jarošov nad Nežárkou
Jarošov nad Nežárkou är en ort i Tjeckien.   Den ligger i regionen Södra Böhmen, i den centrala delen av landet, 110 km söder om huvudstaden Prag. Jarošov nad Nežárkou ligger 476 meter över havet och antalet invånare är 1 067.
Terrängen runt Jarošov nad Nežárkou är huvudsakligen platt, men åt nordväst är den kuperad. Jarošov nad Nežárkou ligger nere i en dal. Runt Jarošov nad Nežárkou är det ganska glesbefolkat, med 38 invånare per kvadratkilometer. Närmaste större samhälle är Jindřichův Hradec, 6,9 km sydväst om Jarošov nad Nežárkou. I omgivningarna runt Jarošov nad Nežárkou växer i huvudsak blandskog.